# 莫格拉瓦迪
莫格拉瓦迪（Mogravadi），是印度古吉拉特邦Valsad县的一个城镇。总人口17520（2001年）。

## 人口
该地2001年总人口17520人，其中男性9337人，女性8183人；0—6岁人口2135人，其中男1109人，女1026人；识字率77.83%，其中男性为83.41%，女性为71.47%。